# Corchorus laniflorus
Corchorus laniflorus är en malvaväxtart som beskrevs av B.L. Rye. Corchorus laniflorus ingår i släktet Corchorus och familjen malvaväxter. Inga underarter finns listade i Catalogue of Life.